# Yapeyú
Yapeyú är en ort i Argentina.   Den ligger i provinsen Corrientes, i den nordöstra delen av landet, 600 km norr om huvudstaden Buenos Aires. Yapeyú ligger 64 meter över havet och antalet invånare är 2 124.
Terrängen runt Yapeyú är mycket platt. Runt Yapeyú är det mycket glesbefolkat, med 4 invånare per kvadratkilometer.. Yapeyú är det största samhället i trakten.
Trakten runt Yapeyú består till största delen av jordbruksmark.